# Smog-Krise im Ruhrgebiet 1962
Die Smog-Krise im Ruhrgebiet 1962 ereignete sich zwischen dem 3. und dem 7. Dezember 1962. Es handelte sich um Smog des Londontyps. Hintergrund waren Luftverschmutzung und eine Inversionswetterlage. In Teilen des Ruhrgebiets erreichte der Anteil des Schwefeldioxids in der Luft 5000 Mikrogramm pro Kubikmeter, Tagesmittelwerte an Schwebstaub erreichten bis zu 2400 Mikrogramm pro Kubikmeter. Es starben knapp 20 % mehr Menschen als im gleichen Zeitraum des Vorjahres.

## Hintergrund
Das Wort „Smog“ – ein Kofferwort aus Smoke (Rauch) und Fog (Nebel) – war in Deutschland seit Dezember 1952 allgemein bekannt. Vom 5. bis zum 9. Dezember 1952 ereignete sich in London eine Smog-Katastrophe. Zehntausende Menschen bekamen Atemprobleme. In diesen Tagen starben dreimal so viele Menschen wie sonst, vor allem Babys, Kleinkinder, ältere Menschen sowie Personen, die bereits vorher Atemwegs- und Herzerkrankungen hatten.
Gesetzliche Maßnahmen gegen das Smog-Problem im Ruhrgebiet wurden erstmals 1952 gefordert, als Sturm Kegel, der Verbandsdirektor des Siedlungsverbands Ruhrkohlenbezirk, einen Gesetzentwurf präsentierte. Die Großindustrie sollte aus eigenen Mitteln die zur Luftverbesserung nötigen Filter-Aggregate finanzieren. („Wer das Recht hat, viel Geld zu verdienen, hat auch die Pflicht, das Land von Staub und Gas freizuhalten.“) Damit erreichte er, dass dieses Thema im öffentlichen Bewusstsein auftauchte und sich der Landtag von Nordrhein-Westfalen des Themas erstmals annahm.
Willy Brandt trat 1961 erstmals als Kanzlerkandidat seiner Partei, der SPD, an. Am 28. April 1961 forderte Brandt in einer Rede:
„Erschreckende Untersuchungsergebnisse zeigen, dass im Zusammenhang mit der Verschmutzung von Luft und Wasser eine Zunahme von Leukämie, Krebs, Rachitis und Blutbildveränderungen sogar schon bei Kindern festzustellen ist. Es ist bestürzend, dass diese Gemeinschaftsaufgabe, bei der es um die Gesundheit von Millionen Menschen geht, bisher fast völlig vernachlässigt wurde. Der Himmel über dem Ruhrgebiet muss wieder blau werden!“

## Folgen
Die Landesregierung des Landes Nordrhein-Westfalen erließ als eine Reaktion auf diese Smog-Krise eine Smog-Verordnung (Verordnung von 2. Dezember 1964 (GVBl. 356)).
In den 1960er und 1970er Jahren wurden viele Kohleheizungen durch Ölheizungen ersetzt. Auch in vielen anderen Bereichen verdrängte das Öl die Kohle als Brennstoff. Die Kohlekrise begann.
Im März 1974 beschloss der 7. Bundestag das Bundesimmissionsschutzgesetz. Der Regierungsentwurf der Regierung Brandt vom 12. Januar 1973 enthielt den später beschlossenen § 40 Abs. 1 BImschG nicht; er wurde auf Anregung des Bundestags-Innenausschusses eingefügt. Nach § 40 können die Landesregierungen Gebiete festlegen, in denen während austauscharmer Wetterlagen der Kraftfahrzeugverkehr eingeschränkt werden muss.
Am 17. Januar 1979 wurde im Ruhrgebiet erstmals Smog-Alarm gegeben. Den ersten Smog-Alarm der Stufe III gab es sechs Jahre später im Januar 1985.
Nach dem Fall der Mauer im Jahr 1989 und der Wiedervereinigung im Jahr 1990 verringerten sich viele Umweltbelastungen in der ehemaligen DDR stark. Dies trug erheblich dazu bei, dass ab dann – auch in Westdeutschland – deutlich seltener Smogs auftraten (siehe Wintersmog in Deutschland).
Die Einführung von Fahrzeugkatalysatoren (und damit des bleifreien Motorenbenzins), des schwefelarmen Diesels und Heizöls und viele weitere Maßnahmen führten ebenfalls zu einem Absinken der Schadstoffkonzentrationen in der Luft. Viele dieser Maßnahmen sind auch auf das Auftreten neuartiger Waldschäden („Waldsterben“) zurückzuführen, die ab November 1981 immer mehr in das Bewusstsein der Öffentlichkeit gelangten.